# 장그

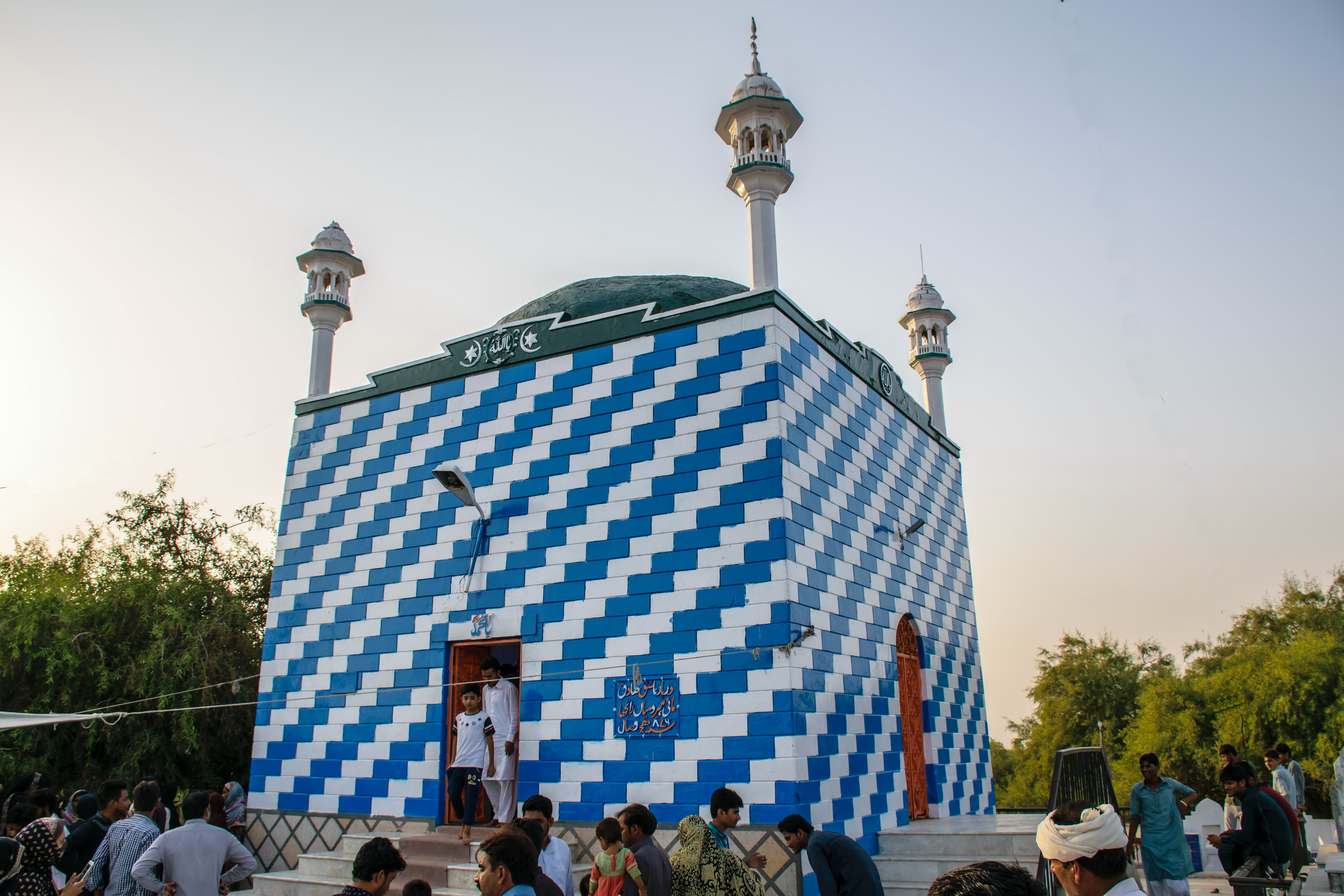

장그(영어: Jhang, 우르두어: جھنگ, 펀자브어: چنگ)는 파키스탄 펀자브주 중부에 있는 도시로, 장그군의 중심지이다. 체나브강 동안에 위치해 있으며 인구는 2023년 기준 606,533명으로 파키스탄에서 13번째로 많다.